# Appendix testis

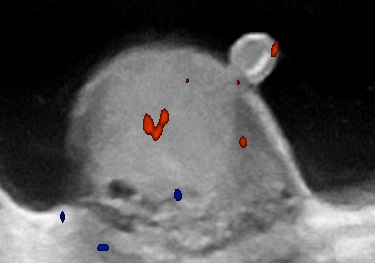
Scrotum-echografie van een 85-jarige man met hydroceel, waarbij de appendix testis duidelijk te zien is

 De appendix testis of hydatide van Morgagni is bij mannen een rudimentair overblijfsel van de gang van Müller. Het is een blaasvormig, ongesteeld aanhangsel boven aan de teelbal en zit vast aan de tunica vaginalis. Het vertegenwoordigt het craniale uiteinde van de gang van Müller, dat door de indalende teelbal naar het scrotum is gemigreerd.

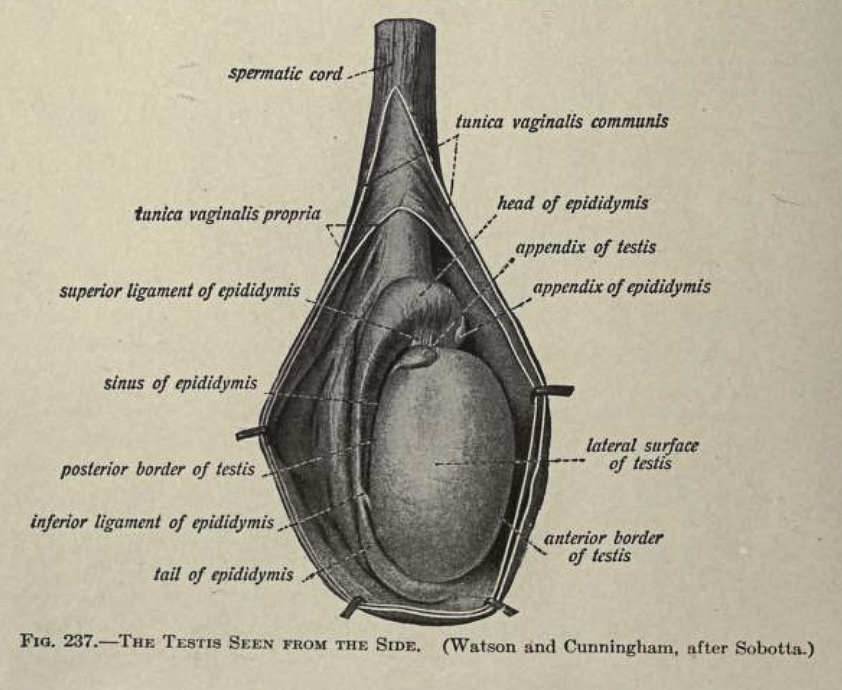
Appendix testis met open gemaakte tunica vaginalis

Bij vrouwen wordt het overblijfsel de gesteelde hydatide van Morgagni genoemd.
Ze zijn vernoemd naar Giovanni Battista Morgagni hoogleraar geneeskunde en anatomie aan de universiteit van Padua in de republiek Venetië.

## Klinische betekenis
De appendix testis kan soms getordeerd raken, wat acute eenzijdige pijn aan de teelbal veroorzaakt. Een derde van de patiënten heeft een voelbare "blauwe stip"-verkleuring op het scrotum. Dit is bijna diagnostisch voor deze aandoening. Torsie van de appendix testis treedt op in de leeftijd van 0 tot 15 jaar, met een gemiddelde bij 10 jaar. Bij draaiing van de appendix testis kan de zaadstreng soms worden afgekneld. Dit wordt torsio testis genoemd.